# چالش (فیلم ۱۹۷۲)
چالش (به هندی: Lalkar) فیلمی محصول سال ۱۹۷۲ و به کارگردانی راماناند ساگر است. در این فیلم بازیگرانی همچون درمندرا، راجندرا کومار، مالا سینها، نظیر حسین، آقا ایفای نقش کرده‌اند.